# Porta Genova FS
Porta Genova FS is een metrostation in de Italiaanse stad Milaan dat werd geopend op 30 oktober 1983 en wordt bediend door lijn 2 van de metro van Milaan.

## Geschiedenis
In het metroplan uit 1952 was geen metrostation opgenomen bij Porta Genova, het Milanese eindpunt van de spoorlijn naar Alessandria. Dat station had al sinds 1931 een bijrol en staat op de lijst van te sluiten stations, al is het in 2021 nog steeds in gebruik voor de stoptreinen naar het zuidwesten. In het tracébesluit van 1976 lag het metrotracé buiten de stadsmuur echter westelijker dan in het metroplan. Hierdoor kreeg ook Porta Genova een aansluiting op de metro toen het op 30 oktober 1983 het zuidelijke eindpunt van lijn 2 werd. Op 13 april 1985 werd de metro doorgetrokken tot de ringspoorlijn bij Romolo. 

## Ligging en inrichting
Ondergronds liggen twee sporen met zijperrons met een rij zuilen tussen de sporen. Ten noorden van de perrons liggen overloopwissels waarmee de uit de stad komende metro kan binnenrijden op het spoor voor de metro stadinwaarts. Ten zuiden van de perrons ligt een kruiswissel waar metro's kunnen keren, hetgeen toen het eindpunt was de normale afwikkeling was. Boven de sporen ligt de ondergrondse verdeelhal die toegankelijk is via een toegang op het stationsplein en een in de Via Casale. Het ligt in de wijk Navigli op een paar honderd meter van het Darsena, het vroegere havendok.
Op het stationsplein liggen de eindlussen van diverse tramlijnen.